# Quirks-Modus
Der Quirks-Modus (von englisch „quirk“ = Eigenart, Macke) ist ein Kompatibilitätsmodus in verschiedenen Programmen, der Fehler früherer Versionen oder vergleichbarer Programme simuliert.

## Quirks-Modi in Webbrowsern
Die wichtigsten Quirks-Modi finden sich in den aktuellen Webbrowsern. Diese sollen die Abwärtskompatibilität zu Websites sicherstellen, die veralteten oder ungültigen HTML-, JavaScript- oder CSS-Code verwenden. Dabei werden u. a. Darstellungsfehler älterer Browserversionen simuliert, damit das Layout dieser Webseiten nicht zerstört wird. Beispielsweise simuliert der Internet Explorer 9 im Quirksmodus einen Internet Explorer 5. Notwendig ist der Quirks-Modus vor allem deshalb, weil nur wenige Websites sich an die W3C-Standards halten: Viele Seiten sind für den Internet Explorer oder auch einen älteren Netscape Navigator entwickelt. Diese Browser interpretieren die Standards teilweise fehlerhaft. Moderne Browser, die die aktuellen Standards unterstützen, würden diese Seiten zwar korrekt, aber nicht wie gewünscht anzeigen. Durch den Quirks-Modus ist es häufig möglich, auch diese eigentlich fehlerhaften Seiten anzuzeigen.
Alle modernen Browser richten den Darstellungsmodus nach der Dokumenttypdefinition (Doctype) im HTML-Quellcode aus. Fehlt die Doctype-Angabe, wird der Quirks-Modus verwendet.
Unter anderen bewirken folgende Dokumenttypdefinitionen, dass eine Seite mittels standardkonformem Modus (Strict) angezeigt wird:
```
<!DOCTYPE html PUBLIC "-//W3C//DTD HTML 4.01//EN"

"http://www.w3.org/TR/html4/strict.dtd">

<!-- HTML 4.01 mit URI -->

```

```
<!DOCTYPE html PUBLIC "-//W3C//DTD HTML 4.01//EN">

<!-- HTML 4.01 ohne URI -->

```

```
<!DOCTYPE html>

<!-- HTML allgemein (ab Version 5, aber rückwärtskompatibel mit alten Browsern) -->

```

Microsofts Internet Explorer erkennt in der Version 6 bei streng nach den Regeln des W3C gestalteten XHTML-Dokumenten deren Dokumenttypdefinition nicht an und wechselt in den Quirks-Modus. Solche Dokumente enthalten in der ersten Zeile die XML-Deklaration mit elementaren Angaben zum verwendeten Zeichensatz, statt, wie vom Browser irrtümlich erwartet, die Dokumenttypdefinition. Dadurch können diese Dokumente fehlerhaft dargestellt werden.
Der Quirks-Modus ist das Gegenstück zum Standardkonformen Modus. Einige Browser verfügen außerdem über einen Almost Standard Modus, der sich im Wesentlichen an den Standards orientiert, jedoch einige Fehler mit besonders schweren Auswirkungen simuliert.

## Quirks-Modi in weiteren Programmen
Der Turbo Assembler hatte einen Quirks-Modus, in dem Bugs des verbreiteten MASM von Microsoft simuliert wurden.